# Bleecker Street / Broadway – Lafayette Street (métro de New York)
Bleecker Street / Broadway – Lafayette Street est une station souterraine des deux lignes (au sens de tronçons du réseau), l'IRT Lexington Avenue Line (métros verts) et l'IND Sixth Avenue Line (métros orange), issues respectivement des réseaux des anciens Interborough Rapid Transit Company (IRT) et Independent Subway System (IND), du métro de New York. Elle est située dans le quartier de SoHo au sud-ouest de Manhattan.

## Histoire
Initialement, le complexe actuel se composait de deux stations : Bleecker Street (IRT) et Broadway – Lafayette Street (IND). Alors que les voyageurs devaient auparavant utiliser un autre jeton pour passer des quais de l'IRT (direction sud) vers ceux de l'IND, un passage permettant un transfert gratuit fut mis en place le 19 mai 1957. Cependant, ce passage était « à sens unique », étant accessible uniquement depuis les quais des trains de l'IRT allant vers le sud. En 2010, des travaux commencèrent pour prolonger la plate-forme nord de l'IRT vers le sud. Le 26 mars 2012, la plate-forme fut ainsi déplacée de plus de 90 mètres vers le sud vers la nouvelle extension, ce qui se traduisit également par la fermeture du prolongement vers le nord construit dans les années 1950. La liaison complète entre les lignes de l'IRT et de l'IND fut inaugurée le 25 septembre 2012, avec notamment la mise en service de nouveaux ascenseurs et escalators pour rejoindre la station de l'IND située en contrebas,. Avant 2012, le transfert nécessitait de remonter en surface et de marcher, puis de s'acquitter d'un supplément (sauf pour le détenteurs d'une MetroCard illimitée). Le coût total du projet fut de 135 millions de dollars.
Sur la base des chiffres 2012, la station était la 24e plus fréquentée du réseau.

## Services aux voyageurs

### Desserte
Au total, sept services y circulent :
- les métros 6, D, et F y transitent 24/7 ;
- les métros B et M n'y circulent qu'en semaine ;
- la desserte <6> fonctionne durant les heures de pointe dans la direction la plus encombrée ;
- les métros 4 ne circulent que la nuit (late nights).